# Bamaji Lake
Bamaji Lake är en sjö i Kanada.   Den ligger i Kenora District och provinsen Ontario, i den sydöstra delen av landet, 1 300 km nordväst om huvudstaden Ottawa. Bamaji Lake ligger 377 meter över havet. Arean är 45 kvadratkilometer. Den sträcker sig 14,3 kilometer i nord-sydlig riktning, och 15,8 kilometer i öst-västlig riktning.
I omgivningarna runt Bamaji Lake växer i huvudsak barrskog. Trakten runt Bamaji Lake är nära nog obefolkad, med mindre än två invånare per kvadratkilometer.